# Île Guafo
L’île Guafo est une île située au sud-ouest de l'archipel de Chiloé, dans la province de Chiloé au Chili. Elle culmine à 136 m d'altitude. Bien qu'ayant de l'eau douce et une superficie de 300 km2, elle est inhabitée en raison du climat très venteux, mais abrite une station météorologique et un phare de 8 mètres de haut construit en 1907 par George Slight. Quatre hommes de la marine chilienne les entretiennent, par périodes de 4 mois par équipe. 

## Histoire
L'île était comprise dans l'itinéraire  de Charles Darwin lors des expéditions du H.M.S Beagle.
Elle est la propriété des hommes d'affaires Paul Fontaine et Rodrigo Danus (neveu d'un ministre de l'Économie sous Augusto Pinochet) et est mise en vente en 2020 pour 20 millions de dollars avant qu'un litige entre les deux propriétaires ne paralyse le processus de vente.
Les communautés indigènes de Chiloé, soutenues par la branche chilienne du Fonds mondial pour la nature (WWF) tentent de la classer en « espace côtier marin des peuples originels ». Le gouvernement a cependant averti que « la législation actuelle ne permet pas de transformer le territoire, une propriété privée, en réserve naturelle ».

## Environnement

### Biodiversité
Du fait de l'absence d'activités économiques humaines, Guafo est caractérisée par une biodiversité foisonnante. Elle abrite le plus grand site de reproduction d'otaries à fourrure australes (Arctophoca australis) des côtes chiliennes. Il existe aussi des colonies d'otaries à crinière (Otaria byronia) et de loutres marines (Lontra felina, espèce en danger critique de disparition). En revanche, au large de l'île, les rorquals bleus  (Balaenoptera musculus), les baleines australes (Eubalaena australis), les baleines à bosse (Megaptera novaeangliae) et les orques (Orcinus orca) sont chassés par les pays riverains du Pacifique qui ne suivent pas les recommandations de la Convention internationale pour la règlementation de la chasse à la baleine. Concernant les oiseaux, l'île se trouve être le plus grand site de reproduction de puffin fuligineux (Puffinusgriseus) au monde ainsi qu'un important site de nidification pour les manchots de Magellan (Spheniscus magellanicus) on note même quelques observations de manchots de Humboldt (Spheniscus humboldti).

### Climat
| Données climatique de Guafo        | Données climatique de Guafo | Données climatique de Guafo | Données climatique de Guafo | Données climatique de Guafo | Données climatique de Guafo | Données climatique de Guafo | Données climatique de Guafo | Données climatique de Guafo | Données climatique de Guafo | Données climatique de Guafo | Données climatique de Guafo | Données climatique de Guafo | Données climatique de Guafo |
| Mois                               | Jan                         | Fev                         | Mar                         | Avr                         | Mai                         | Jui                         | Jui                         | Aoû                         | Sep                         | Oct                         | Nov                         | Dec                         | Total                       |
| ---------------------------------- | --------------------------- | --------------------------- | --------------------------- | --------------------------- | --------------------------- | --------------------------- | --------------------------- | --------------------------- | --------------------------- | --------------------------- | --------------------------- | --------------------------- | --------------------------- |
| Température maximale moyenne °C    | 15.1                        | 15.3                        | 14.9                        | 13.4                        | 12.1                        | 10.8                        | 10.3                        | 10.2                        | 10.3                        | 10.7                        | 11.8                        | 13.1                        | 12.3                        |
| Température moyenne journalière °C | 12.5                        | 12.6                        | 12.0                        | 10.8                        | 9.4                         | 8.2                         | 7.5                         | 7.3                         | 7.4                         | 8.3                         | 9.5                         | 11.0                        | 9.7                         |
| Température minimale moyenne °C    | 9.6                         | 9.4                         | 8.8                         | 7.3                         | 6.3                         | 5.4                         | 4.7                         | 4.6                         | 4.5                         | 5.4                         | 6.6                         | 8.0                         | 6.7                         |
| Précipitation moyenne mm           | 88.0                        | 88.9                        | 115.0                       | 147.0                       | 211.7                       | 193.7                       | 189.2                       | 189.4                       | 137.2                       | 104.0                       | 102.5                       | 102.5                       | 1669.1                      |
| Source: Meteorología Interactiva   |                             |                             |                             |                             |                             |                             |                             |                             |                             |                             |                             |                             |                             |